# Trung Nghĩa, Vũng Liêm
Trung Nghĩa là một xã cũ thuộc huyện Vũng Liêm, tỉnh Vĩnh Long, Việt Nam.

## Địa lý

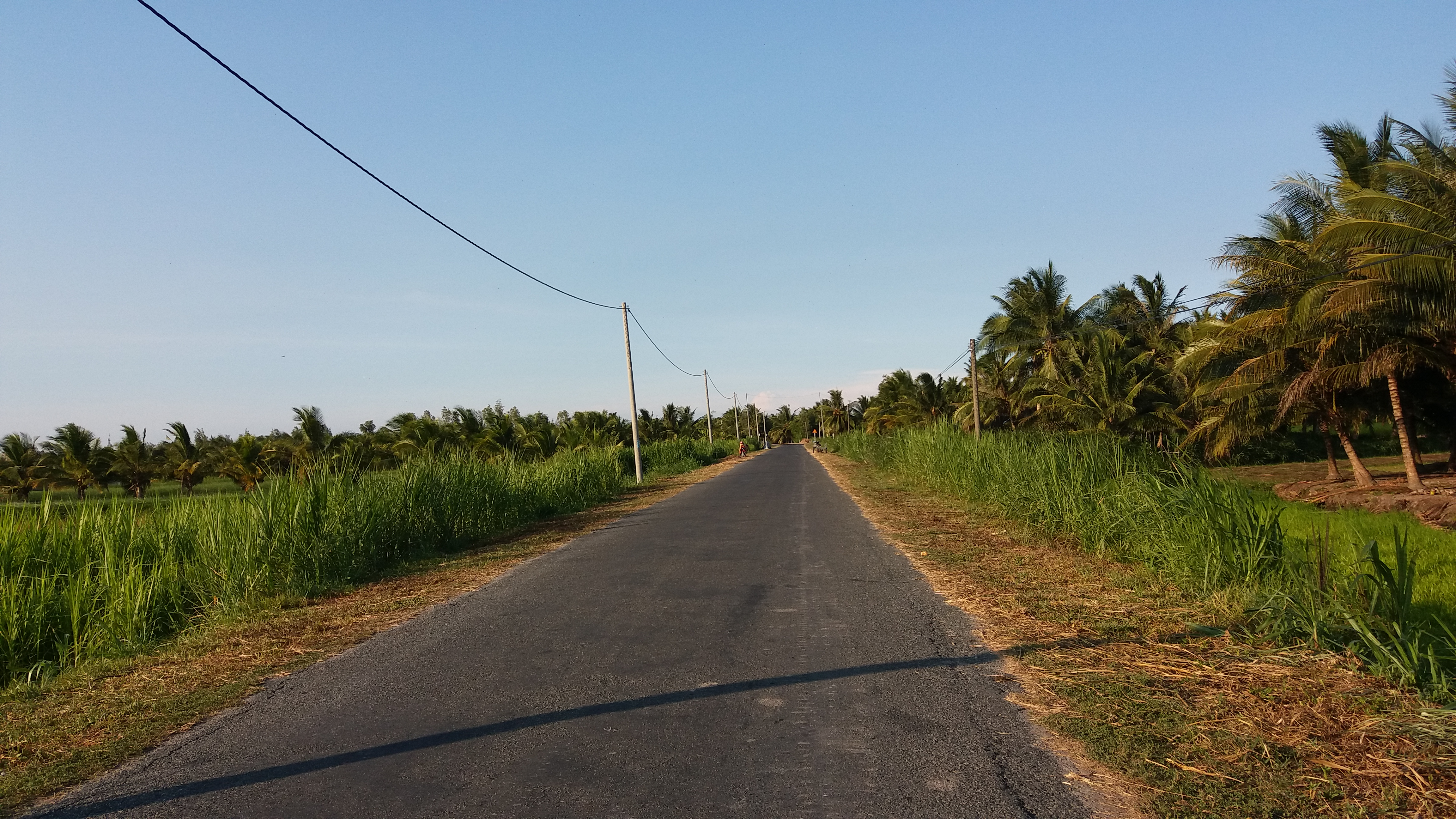
Một con đường nông thôn giữa hai xã Trung Nghĩa và Trung Ngãi.

Xã Trung Nghĩa có diện tích 14,29 km², dân số năm 1999 là 8.300 người, mật độ dân số đạt 581 người/km².

## Hành chính
Xã Trung Nghĩa được chia thành 8 ấp: 3, 4, 6, Phú Ân, Phú Khương, Phú Tân, Phú Tiên, Trường Hội.